# Rue Geoffroy-Marie
La rue Geoffroy-Marie est une voie du 9e arrondissement de Paris, en France.

## Situation et accès
La rue Geoffroy-Marie est une voie publique située dans le 9e arrondissement de Paris. Elle débute au 20, rue de Montyon et se termine au 9, rue de la Boule-Rouge.

## Origine du nom
Geoffroy, cordonnier et Marie, son épouse, avaient donné en 1261, à l’Hôtel-Dieu, les terrains sur lesquels la rue a été percée.

## Historique
Cette rue a été ouverte en 1842 sur une partie des terrains dits de la Boule-Rouge, où étaient alors situés le cul-de-sac de la Boule-Rouge et le passage de la Boule-Rouge appartenant à l'Hôtel-Dieu en vertu de la donation suivante :
« À tous ceux qui ces présentes lettres verront, l'official de la Cour de Paris salut en Notre-Seigneur ; 
savoir faisons que par devant nous ont comparu Geoffroy, cordonnier de Paris, et Marie, son épouse : lesquels ont déclaré qu'ils avaient, tenaient et possédaient de leurs acquêts une pièce de terre contenant environ 8 arpents, située vis-à-vis la grange qui est appelée Grange-Bataillère, hors des murs de Paris, du côté de la porte Montmartre, en un enclos, dans la censive de l'Hôtel-Dieu de Paris, chargée de 8 livres parisis d'augmentation de cens annuel, payable tous les ans à certaines personnes aux quatre termes accoutumés de Paris ; lesquels 8 arpents de terre, chargée comme dit est, avec tous les droits en dépendant et qu'ils peuvent prétendre, les dits Geoffroy et Marie, sa femme, ont donné en notre présence, dès maintenant et à toujours, par donation entre-vifs, et ont concédé devant nous aux pauvres de l'Hôtel-Dieu de Paris, pour les tenir et posséder à perpétuité, sans aucune réserve, ni pour eux, ni pour leurs héritiers.
Ils ont également déclaré devant nous qu'ils avaient, tenaient et possédaient, de leurs acquêts, un arpent et demi de vigne, sis en trois pièces, dans la censive de Saint-Germain-des-Prés de Paris, sous la métairie qui est appelée le Valbostron, à la charge de neuf deniers de cens ; lequel arpent et demi de vigne, comme dit est, les dits Geoffroy et sa femme ont donné devant nous, par donation entre-vifs, et cédé à perpétuité aux pauvres du dudit Hôtel-Dieu de Paris, pour le tenir et posséder à perpétuité, paisiblement et tranquillement, après le décès des dits Geoffroy et Marie, qui se sont réservés néanmoins sut le dit arpent et demi de vigne, tant qu'ils vivraient, l'usufruit seulement.
Les dits Geoffroy et Marie, sa femme, ont aussi déclaré devant nous qu'ils avaient, tenaient et possédaient de leurs acquêts, une maison située à Paris, dans la rue par où l'on va au Perrin-Gasselin, touchant, d'une part, à la maison de Richard, et de l'autre, à la maison de Jean de Verdelay, chargée seulement, comme dit est, de 8 livres parisis d'augmentation de cens annuel ; sur laquelle maison les dit Geoffroy et Marie, sa femme, ont donné devant nous, par donation entre-vifs, et concédé à perpétuité aux pauvres du dit Hôtel-Dieu de Paris 40 sous parisis d'augmentation de cens ou de revenu annuel, à prendre et percevoir, par les pauvres du dit Hôtel-Dieu de Paris, après le décès des dits Geoffroy et Marie, sur la susdite maison, immédiatement après les dits 6 livres d'augmentation de cens, tous les ans, à toujours, aux quatre termes accoutumés de Paris. Étant ajouté que si l'un des deux, Geoffroy et Marie, venait à décéder, la part ou portion appartenant au premier décédé, dans les dits vignes et dans les dits 40 sous d'augmentation de cens annuel, serait dévolue librement et sans aucune contradiction, incontinent après le décès du premier mourant, aux pauvres du dit Hôtel-Dieu de Paris.
Et ainsi l'ont promis les dits Geoffroy et Marie, spontanément, sans y être contraints, et de science certaine, après avoir prêté serment entre nos mains qu'ils ne viendront à l'avenir contre les donations susdites, par eux ou par autrui, pour quelque raison que ce soit, de dot, de conquêt ou de tout autre de droit commun ou particulier.
En récompense de quoi, les frères du dit Hôtel-Dieu ont concédé à toujours aux dit Geoffroy et Marie la participation, comme ils l'ont eux-mêmes ; aux prières et aux bienfaits qui ont été faits et se feront à l'avenir au susdit Hôtel-Dieu. Et ont aussi promis, les dits frères, de donner et fournir, en récompense de ce qui précède, aux dits Geoffroy et Marie, pendant leur vie et au survivant d'eux, tout ce qui sera nécessaire pour la nourriture et l'habillement à la manière de frères et des sœurs du dit Hôtel-Dieu, quelle que soit leur manière d'être et dans quelque état qu'ils deviennent et se trouvent. Toutefois, par rien de ce qui précède, lesdits. Geoffroy et Marie n'entendent s'interdire la faculté d'avoir quelque chose en propre et de pouvoir disposer pleinement, à leur volonté, pour eux et après eux, de tous leurs autres biens, meubles et immeubles, nonobstant toute contradiction de la part des dits frères.
Donné en l'année de Notre-Seigneur 1261, le mois d'août. Signé Durand. »
Le 8 mars 1918, une bombe de 100 kg larguée par un bombardier allemand éventre l'immeuble du no 5. Plusieurs occupants sont tués mais la plupart ont eu le temps de s'abriter dans les caves,,.

L'immeuble du 5 rue Geoffroy-Marie après le bombardement par avions du 8 mars 1918
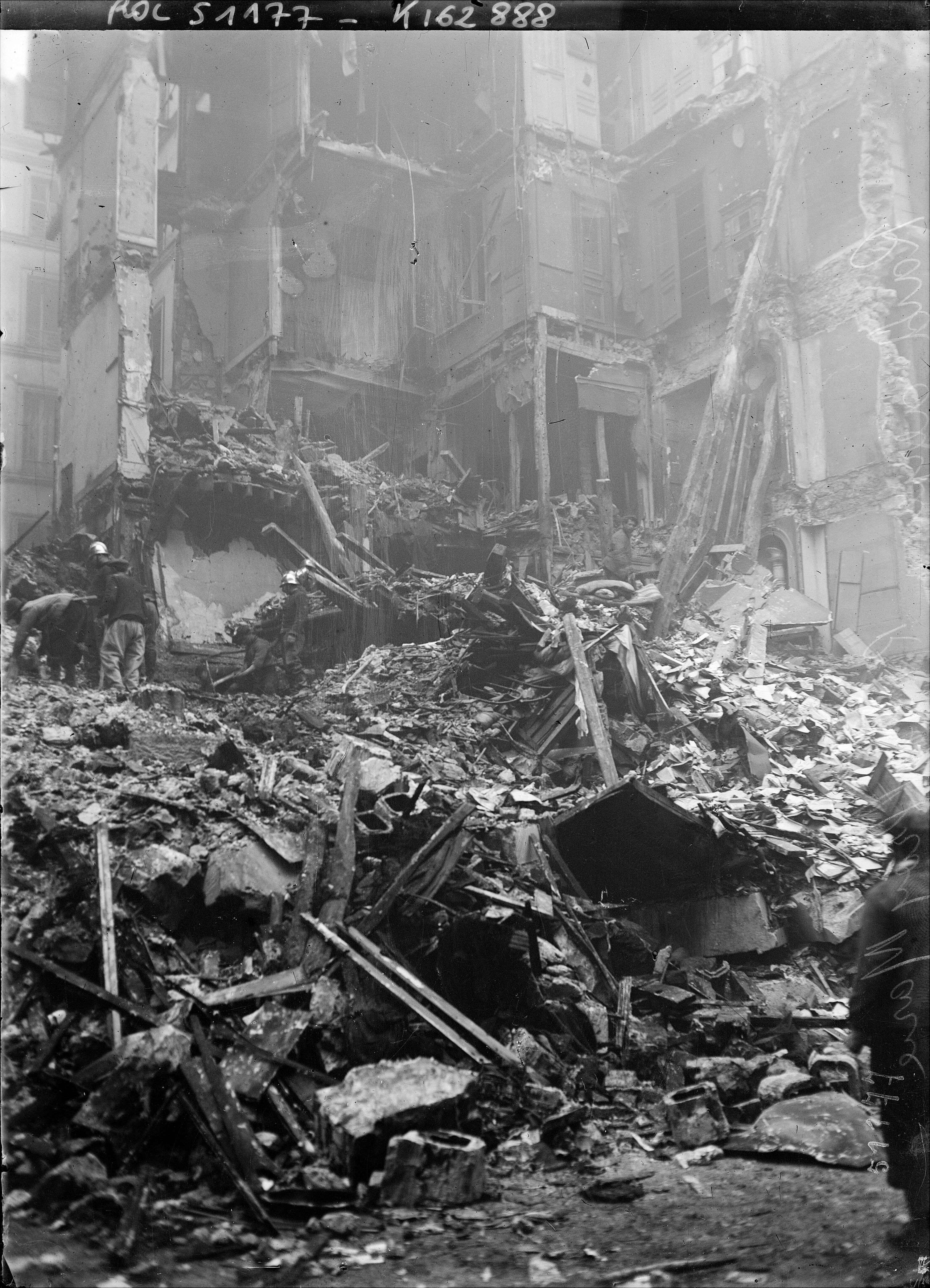

## Bâtiments remarquables et lieux de mémoire
- No 3 : Frédéric Thomas (1814-1884), homme politique et dramaturge y est mort le  28 janvier 1884[7].
- No 5 : Immeuble détruit le 8 mars 1918 lors d'un Bombardements de Paris et de sa banlieue durant la Première Guerre mondiale
- No 13 : Cyrille Bissette (né en 1795), député de la Martinique, un des grands artisans de l'abolition de l'esclavage en France, y a habité plusieurs années, d'abord au no 13 en 1851, date de sa Légion d'Honneur[8], puis au no 7 bis, en 1854 ; il y est peut-être décédé le 22 janvier 1858, à l’âge de 62 ans.
- No 14: Ici se trouvait en 1940-1945, sous l'occupation, un bordel réservé aux soldats allemands[9]